# 에릭 비쇼프

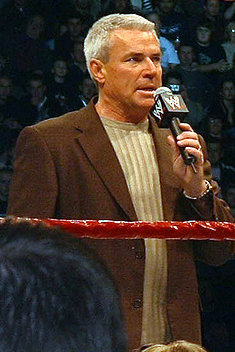
에릭 비쇼프

에릭 비숍(Eric Bischoff) 1957년 5월 27일 ~ 는 미국의 남자 프로레슬링선수나 관련 종사자, 전 WCW의 단장이다. 본명은 에릭 아론 비숍(Eric Aaron Bischoff)다. 전 WCW 부회장으로, WCW를 이끌어 뛰어난 상업적 성과를 올렸으나 끝내 WWF와의 경쟁에서 패하면서 WCW를 떠나게 되었다. 이후 2002년부터 2007년까지 WWE 로우(WWE Raw)의 제너럴 매니저를, 2010년부터는 1년 6개월간 토탈 논스톱 액션 레슬링의 책임국장을 맡았다. WWE 회장인 빈스 맥마흔과 더불어 악역 매니저의 대명사로 손꼽힌다. 라운드하루스 킥, 슈퍼킥으로 공격을 한다. 키는 178cm 몸무게는 95kg이다.

## 수상
- WCW 하드코어 챔피언 1회
- WWE 명예의 전당 헌액자 (2021년)